# 大宮SK
大宮SK（おおみやえすけー）とは、日本の男性アイドルグループ・「嵐」のメンバーである大野智と二宮和也によるユニットである。

## 概要
- 嵐のメンバー、大野智と二宮和也が2002年12月28日に結成した自称『隙間産業アイドルユニット』。昭和のアイドル風な衣装で、シュールな歌とダンスを披露する。
- 2002年12月に行われた嵐のコンサート「ARASHI STORM CONCERT 2002 新嵐 ATARASHI ARASHI」（名古屋レインボーホール）に初登場して以来、稀に嵐のコンサートに登場している。
- ユニット名の「大宮SK」は大野智が命名しており、「大宮SK」のほかに、「大宮智和」などいくつかの候補があり、「ハーフ&レフト」は大宮SKができる前に活動していた。（大野がボーカル、二宮はギター）
- もともと、期間限定のユニットとして結成されたのだが、大野智がデザインした「大宮SK」の衣装代が嵐のオープニング衣装代よりも高くついてしまったため、そのままユニットが継続されることになった。

## メンバー
- 大Sタカ（大野智）

赤と金色のノースリーブ（胸元に大きく「S」の文字）に短パン、赤ラインのハイソックス、赤のリストバンド、赤い大きな羽根がついた幅の広い鉢巻、パイロット型サングラスを着用。
- 宮Kユウジ（二宮和也）

大Sと色違いで、青と銀色がメインカラー。ノースリーブの胸元に大きな「K」の文字。

## 主な活動・年譜
- 2002年12月 - 2003年1月、「ARASHI STORM CONCERT 2002 新嵐 ATARASHI ARASHI」

デビュー曲「O.M.S.K.S」を披露。
- 2003年8月 - 9月、「USO!?ジャパン special summer ARASHI 2003 How's it going?」

番組内の相葉雅紀司会のカウントダウンコーナー「スキューンバズーカ」で、大宮SKの曲「ズキューンバズーカ」が1位にランクイン。嵐の「A・RA・SHI」を抑えての1位獲得は、大宮SKによる相葉への賄賂が効いたと思われる。3位「O.M.S.K.S」はVTRのみで、1位「ズキューンバズーカ」を披露。同ツアーのオーラス公演では、MC中に松本潤・相葉雅紀・櫻井翔各ソロ曲への映り込み映像が公開された。
- 2003年12月 - 2004年1月、「WINTER CONCERT 2003-2004 〜LIVE IS HARD だから HAPPY〜」

大宮SKによるマナーVTRを公演前に上映。ゲスト出演は櫻井翔（企画・脚本も）。大阪公演のMCでは、缶蹴り中に突如、姿を現したことも。
- 2005年7月 - 8月、「嵐 LIVE 2005 "One" SUMMER TOUR」

「はちゃめちゃテンガロン」を披露。歌った後は、なにかしらの技を披露して去るという展開に。このとき披露された技に関しては、下記項目を参照のこと。
- 2006年7月 - 8月、「嵐 SUMMER TOUR 2006 “ARASHIC ARACHIC ARASICK Cool&Soul”」

「千年メドレー」披露。ツアー前半は、少年隊 PLAY ZONE「MASK」での東山紀之ソロ「千年メドレー」のバックダンサー（黒人ふたり）のダンスを忠実に再現。しかし、観客の理解度が低かったため、後半は大野や二宮がJr.時代に踊っていたV6やKinKi Kidsの曲でメドレーを作成し、M.A.D.や大Sにドッキリを仕掛ける予定だったが、最終的には、大宮SKがスタッフにドッキリを仕掛けられる展開になってしまう。
- 2006年1月29日 - 2月26日、大野智のソロコンサート「Extra Storm in Winter '06 "2006×お年玉／嵐=3104円（サトシ）"」に二人揃ってVTR出演。
- 2006年9月16日、台湾にて海外デビューを果たす。披露したのは「ズキューンバズーカ」の中国語バージョン。
- 2007年1月3日 - 8日、「嵐凱旋記念公演 ARASHI AROUND ASIA」

「ズキューンバズーカ」の中国語ver.を披露。同時に新技「ダッシュドッキング」も披露され、オーラス公演で初めて成功した。
- 2007年4月21日、「嵐凱旋記念最終公演 ARASHI AROUND ASIA+in Dome」

今回はVTRの出演のみ。
- 2008年、「ARASHI Marks 2008 Dream-A-live」に登場。

5月16日・18日、京セラドーム大阪で登場。
5月31日、ナゴヤドームで登場。大野智の「FREESTYLEをちょこっと紹介」というVTRで出演した後、ステージに登場し、「大宮SKOSHI」を披露した。
6月14日、東京ドームで登場。ユウジが「手越じゃないよ神輿だよ」のところから足を痛めるというハプニングもあった。
6月18日・19日、福岡Yahoo! JAPANドームで登場。19日の公演では数年ぶりにファイナルラブを披露する。大Sタカが、バズーカのくだりをはずしてしまうハプニングもあった。
7月5日・6日、札幌ドームで登場。鋼の腹筋と乳首ダイヤルと乳首リダイヤルを披露した。また、解散を発表した。
- 2010年、『ARASHI 10-11 TOUR "Scene"〜君と僕の見ている風景〜』に登場。

9月4日、国立競技場で登場。
だが大野と二宮ではなく櫻井と二宮で登場。
曲は歌わなかった。
- 2012年 『アラフェス』に登場。

9月20日・21日、国立競技場で登場。
そこで披露した「MIKOSHIBOY」は「大宮SKOSHI」の一部を改良したものとなっている。
- 2020年 『ARASHI アラフェス 2020 at NATIONAL STADIUM』

11月3日・国立競技場で登場。
「希望の証」を披露した。聖火を持参したが、点灯の許可を得ることはできなかった。

## 曲
※太字はJASRACに登録されているもの
- O.M.S.K.S
作詞：二宮和也、作曲・編曲：渡辺和紀（JASRAC作品コード：715-0633-1）
- スキューンバズーカ（作詞：二宮和也）
- はちゃめちゃテンガロン（作詞・作曲：二宮和也）
- 大宮SKOSHI
- 千年メドレー
- MIKOSHIBOY
作詞：大宮SK、作曲：小田原（JASRAC作品コード：500-8623-5）
嵐 ライブDVD『ARASHI アラフェス NATIONAL STADIUM 2012』収録
- 希望の証
作詞・作曲：NOBUHIRO TAHARA （JASRAC作品コード：258-1252-1）
2020年11月3日配信『ARASHI アラフェス 2020 at NATIONAL STADIUM』ファンクラブ限定のPart1にて初披露

## エピソード
- 元々、嵐のコンサートで二人一組で何かするという話から大宮SKが結成されたのだが、大野智が、二宮和也となら真面目に踊るよりお笑いや漫才をやりたいと思い、その場のノリで大宮SKを作り出した。
- あまりのくだらなさに事務所の上司に怒られ、2003年以降しばらくその姿を見せなかったが、2005年夏のコンサートで復活を果たした。
- 2005年「嵐 LIVE 2005 One SUMMER TOUR」大阪城ホールコンサートから、コンサート開演30分前に購入したパイロット型のサングラスを着用し始めるが、初回の登場早々買ったばかりのサングラスを宮Kユウジ（二宮和也）が破損してしまい、嘆く結果となった。
- 2006年9月16日、台湾コンサートにて海外デビューを果たしたのだが、大宮SKのあまりの人気ぶりに「（コンサートで）嵐が登場したときよりも大宮SKが登場したときのほうが歓声が大きかった」とメンバーがぼやく結果となった。そのとき披露したのは「スキューンバズーカ」の中国語ver.である。
- 2010年、「ARASHI 10-11 TOUR "Scene"〜君と僕の見ている風景〜」のMCで大宮SKの櫻井・二宮バージョンである二井SK（櫻宮SK）が登場した。大野は怪物くんの衣装で「ユカイツーカイ怪物くん」を披露した直後だったので参加できなかった。
- 2012年、国立競技場で開催されたアラフェスにて復活。「大宮SKOSHI」を「MIKOSHI BOY」と曲名を変え披露。「大宮SKOSHI」では「神輿」と歌っていたところを一部「祭り」に、「ぎっくり腰」を「ニジマス釣り」、「手越」を「松岡」と少し歌詞を改良した。その際、大宮SKは大S(と、同じ格好の者)が5名、宮K(と、同じ格好の者)が5名となっており、晴れて嵐を越す人数となったと自称宮Kの知り合いだという二宮和也は喜んでいた。